# Александровка (Бузулуцький район)
Алекса́ндровка (рос. Александровка) — село у складі Бузулуцького району Оренбурзької області, Росія.

## Населення
Населення — 42 особи (2010; 70 у 2002).
Національний склад (станом на 2002 рік):
- росіяни — 92 %